# Dione vanillae

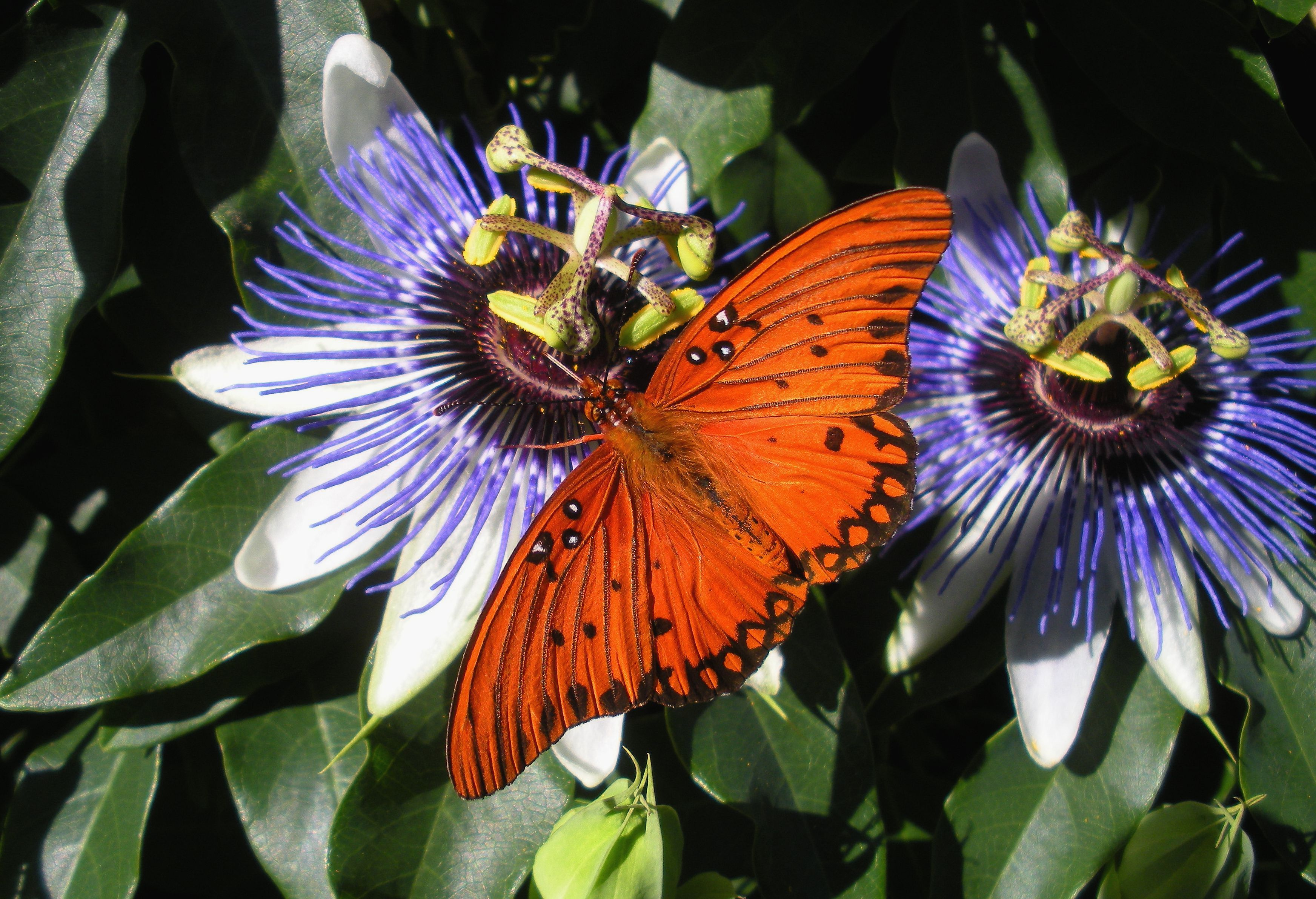
Dione vanillae na mučence

Dione vanillae je druh motýla z čeledi babočkovití vyskytujícího se od severní Ameriky až po jižní Ameriku.

## Popis

### Vajíčko
Samice kladou jednotlivá vajíčka na hostitelskou rostlinu. Vajíčka jsou zbarvena do žluta.

### Housenka
Dospělá housenka je jasně oranžová, na svém povrchu má velké množství černých trnů. Housenky tohoto druhu se živí výhradně na rostlinách z rodu mučenka (Passiflora). Tyto rostliny jsou pro většinu jiných druhů hmyzu jedovaté, protože obsahují jedovaté chemické látky – kyanogenní glykosidy. Vůči těmto chemikáliím jsou housenky Dione vanillae odolné, a navíc si je dokážou ve svém těle skladovat, čímž se chrání před potenciálními predátory.

### Kukla
Kukla je hnědá, vzhledem připomíná suchý list.

### Dospělec
Dione vanillae je středně velký motýl s protáhlými předními křídly, jejichž rozpětí se pohybuje v rozmezí 65–95 mm. Líc horních křídel je jasně oranžový s černými skvrnami, rub křídel je černohnědý. Na předních křídlech jsou tři černě lemované bílé skvrny, a to jak na horní, tak i na spodní straně. Samice bývají větší, tmavší a jejich zbarvení bývá výraznější.

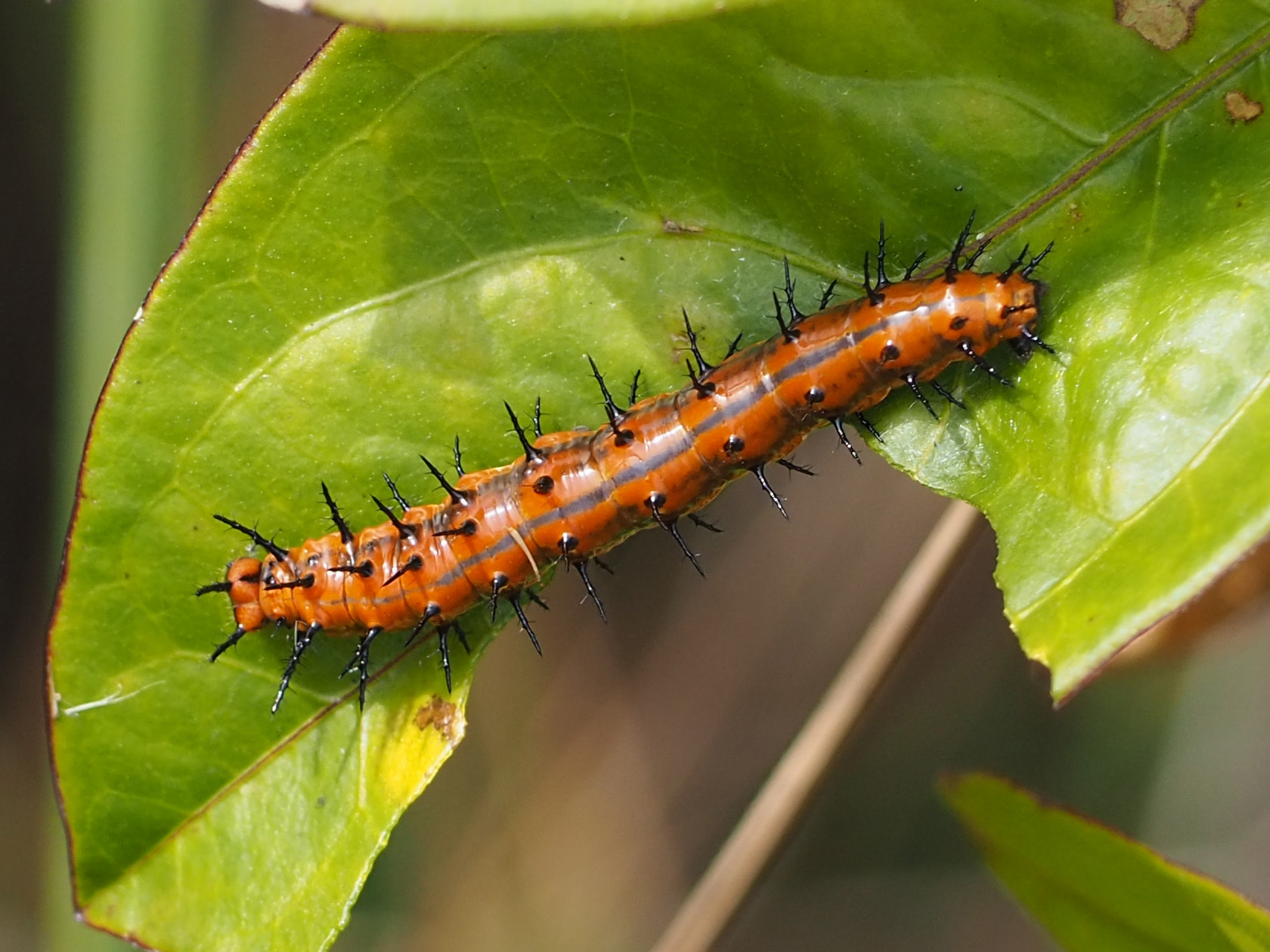
Housenka
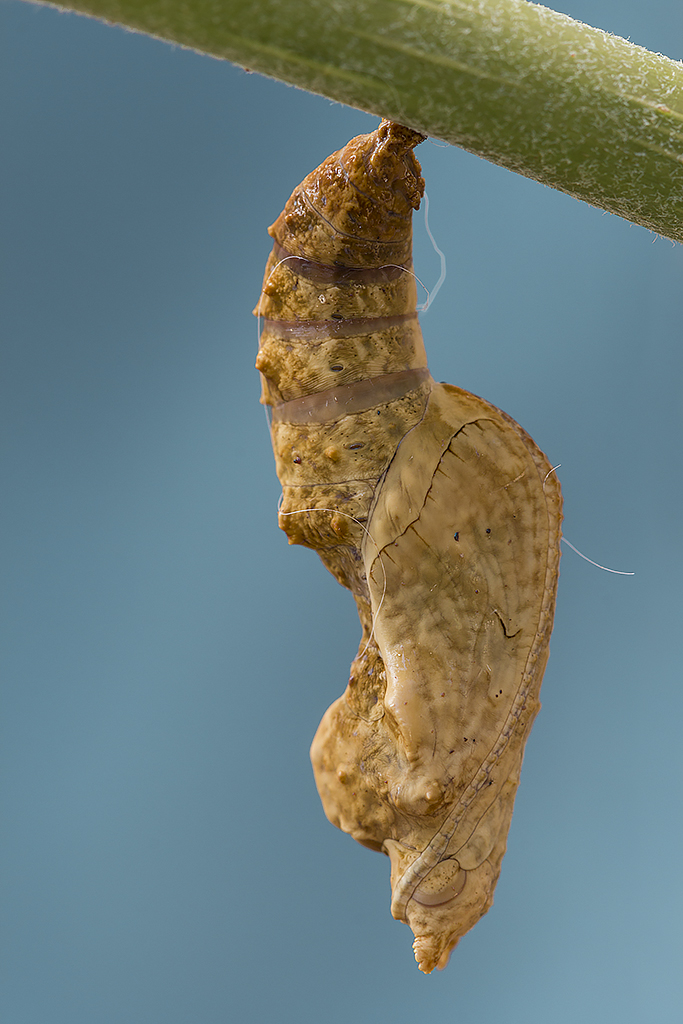
Kukla
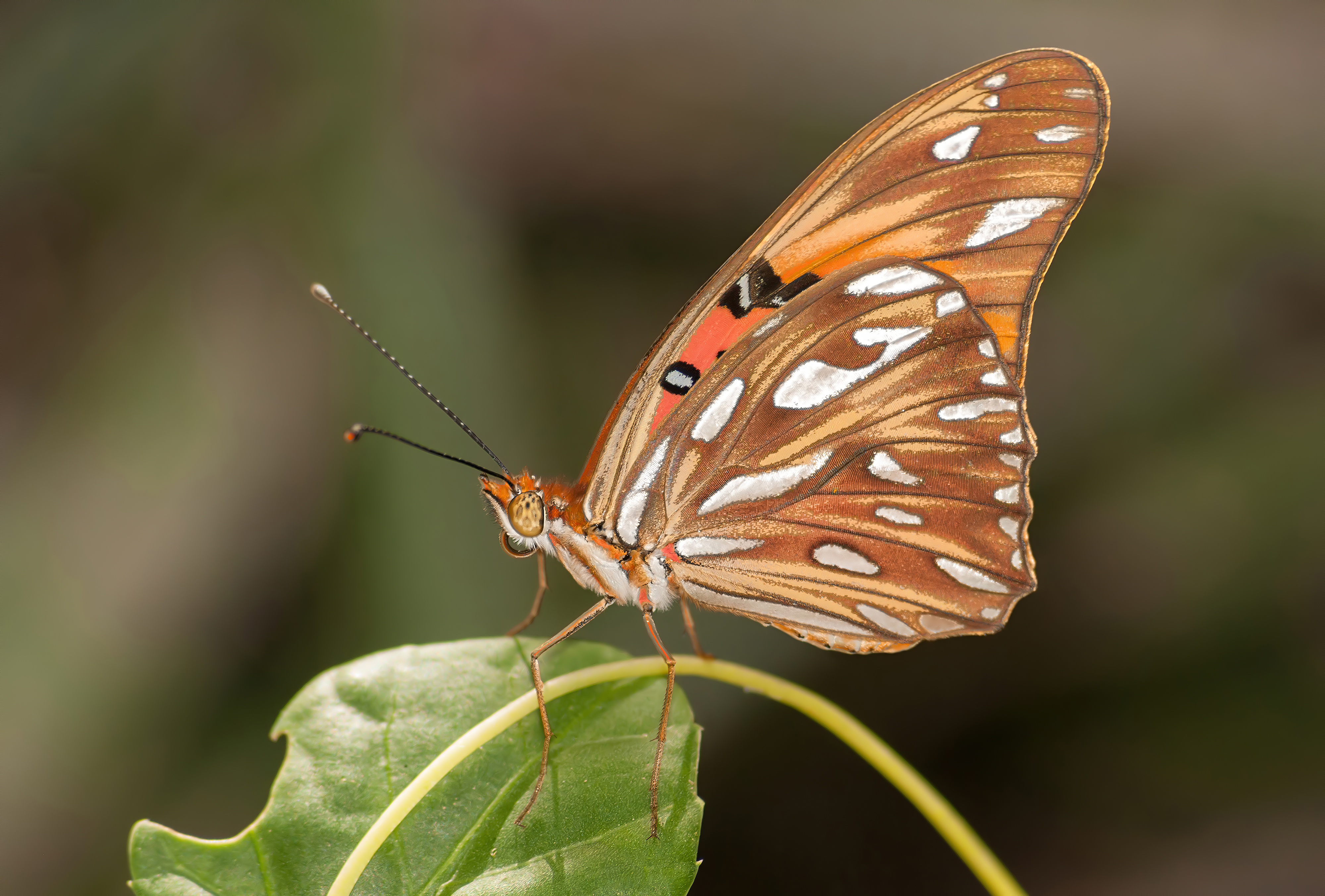
Spodní strana křídel

## Výskyt
Dione vanillae se vyskytuje od severní Ameriky přes střední Ameriku až po jižní Ameriku. Obývá zahrady, parky, pastviny, okraje cest a pole.

## Poddruhy
Dione vanillae má 8 poddruhů:
- Dione vanillae ssp. forbesi
- Dione vanillae ssp. galapagensis
- Dione vanillae ssp. incarnata
- Dione vanillae ssp. insularis
- Dione vanillae ssp. lucina
- Dione vanillae ssp. maculosa
- Dione vanillae ssp. nigrior
- Dione vanillae ssp. vanillae